# کره جنوبی در المپیک تابستانی ۱۹۶۴

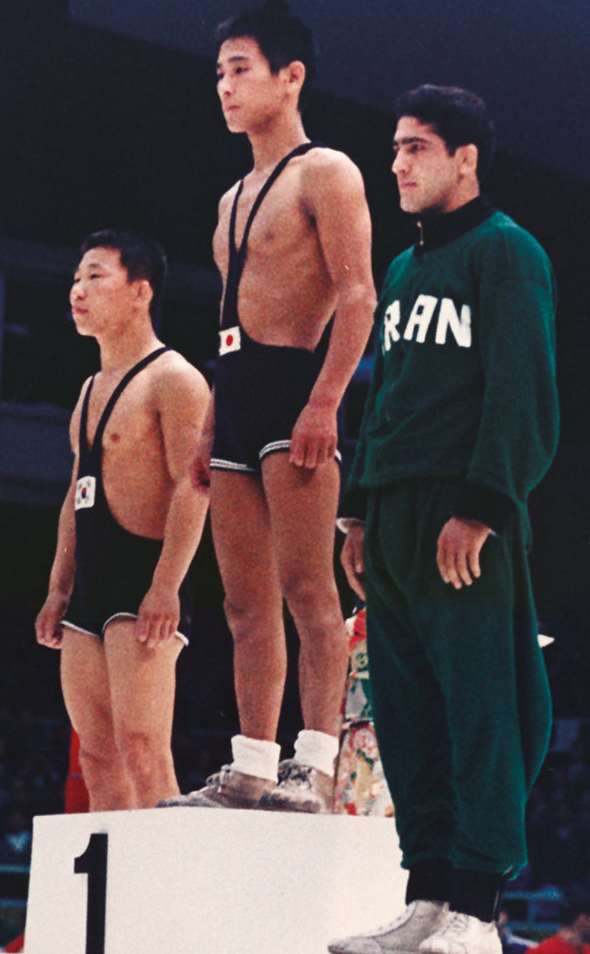
المپیک 1964، سکوی کشتی آزاد 52 کیلوگرم
چانگ چانگ سان، یوشیکاتسو یوشیدا، علی اکبر حیدری

کره جنوبی در بازی‌های المپیک تابستانی ۱۹۶۴ که در شهر توکیو ژاپن برگزار شد، کاروان کره جنوبی با ۱۵۴ ورزشکار در این رقابت‌ها شرکت کرد و موفق به کسب ۳ مدال (۰ طلا، ۲ نقره، ۱ برنز) شد. در جدول رتبه‌بندی توزیع مدال‌ها، کره جنوبی در ردهٔ ۲۷ مسابقات قرار گرفت.